# Noël Chadaré
Noël Chadaré (né en 1966) est une figure du syndicalisme béninois. En plus de son engagement syndical à la tête de la COSI-Bénin, il est également reconnu pour son parcours professionnel en tant que professeur certifié de lettres et conseiller pédagogique.

## Biographie

### Militantisme syndical
Il est reconnu pour son engagement en faveur de l’amélioration des conditions de vie des travailleurs,,,. En 2012, il est élu Secrétaire général de la Confédération des organisations syndicales indépendantes du Bénin. Il participe avec la COSI Bénin et d'autres syndicats à plusieurs manifestations et grèves pour des revendications syndicales sous les régimes de Boni Yayi et de Patrice Talon,.
En avril 2017, il se fait relire à l'unanimité au terme du 4e congrès ordinaire de son organisation à la bourse du travail de Cotonou. En avril 2024, il est arrêté par la police républicaine lors d'une marche non autorisée des organisations syndicales contre la faim  avant d'être relâché,. À sa libération, il déclare que: « ce qui s’est passé samedi n’émoussera en rien notre ardeur pour la lutte syndicale et la défense des intérêts des travailleurs. On est déjà habitué à cela. C’est du déjà-vu. C’est du déjà-connu avec les pouvoirs précédents : le pouvoir de Kérékou, de Yayi, de Soglo ».
Noël Chadaré annonce son départ du monde syndical, en mars 2024, au motif que: « J’ai fini tout paisiblement mon mandat à la tête de la COSI-Bénin. On n’est pas loin. N’est-ce pas, me reposer. Le rôle du syndicalisme, il fatigue ». Après avoir passé 12 ans au poste de secrétaire général de la COSI Bénin, il cède sa place au syndicaliste Codjo Hinlin lors du 5e congrès ordinaire de la confédération.